# Anna Fiorilli Pellandi
Anna Fiorilli Pellandi, född 1772, död 1841, var en italiensk skådespelare.
Hon var engagerad vid Teatro Sant'Angelo från 1795. 
Hon blev en framträdande scenkonstnär vid scenen i Venedig och är känd för sina tolkningar i tragiska roller. 